# Fritz Wolfsberger
Fritz Wolfsberger (* 10. März 1902 in Müllheim (Baden); † 12. Februar 1959 in Freiburg im Breisgau) war ein alemannischer Heimatdichter.

## Leben
Wolfsberger war ein Sohn des Karl Friedrich Wolfsberger und dessen Ehefrau Magdalena geborene Hirzler. Er besuchte die Volksschule in Müllheim und begann 1916 eine Druckerlehre bei den Markgräfler Nachrichten. Von 1924 bis 1932 arbeitete Wolfsberger als Setzer in einer Druckerei in Dinglingen. 1931 heiratete er Luise Peters aus Basel, um ein Jahr später auch dorthin zu ziehen. Er gründete eine eigene Druckerei in Basel, die er bis zu seiner Ausweisung 1945 betrieb. Die Schweiz verfügte die Ausweisung, da er als „fanatischer und einsatzbereiter Nationalsozialist“ mit Beziehungen zu schweizerischen rechtsextremen Bewegungen eingestuft wurde. Obwohl in der Schweiz lebend, war Wolfsberger 1941 der NSDAP beigetreten. Er kehrte nach der Ausweisung aus der Schweiz nach Müllheim zurück und war später als Leiter einer Druckerei tätig.
Wolfsberger war 1948 Gründungsmitglied des Hebelbundes Müllheim und von 1950 bis 1959 dessen Vorsitzender (Hebelvogt). In dieser Funktion förderte er nicht nur das Gedenken an Johann Peter Hebel und die alemannische Sprache allgemein, sondern belebte auch eingeschlafenes Brauchtum und sorgte sich um Bau- und Kleindenkmäler.
Wolfsberger verfasste eine Vielzahl alemannischer Gedichte und auch eine Anzahl von Erzählungen und lokalgeschichtlichen Beiträgen. Diese wurden vornehmlich in der vom Hebelbund herausgegebenen Zeitschrift Die Markgrafschaft publiziert. Eine Auswahl seiner Gedichte wurde 1956 als Buchbändchen mit dem Titel Zwische Blaue un Rhy. Alemannische Gedichte. publiziert und 1984 nochmals neu aufgelegt. Einige seiner Gedichte vertonte Franz Philipp.
Der Theologe Hanspeter Wolfsberger ist eines von fünf Kindern von Fritz Wolfsberger.

## Schriften (Auswahl)
- Zwische Blaue un Rhy. Alemannische Gedichte. Hebelbund, Müllheim (Baden) 1956. 86 S.
- Unsre Reggehager. In: Das Markgräflerland. Geschichtsverein, Schopfheim Bd. 23 (1961), 1, S. 165 Digitalisat der UB Freiburg

Eine Vielzahl von Beiträgen in der Zeitschrift Die Markgrafschaft kann über das Autorenverzeichnis in Wikisource gefunden und in Wikisource auch online aufgerufen werden.

## Ehrungen
In Müllheim ist eine Straße nach Fritz Wolfsberger benannt.